# L’Abbé Jules

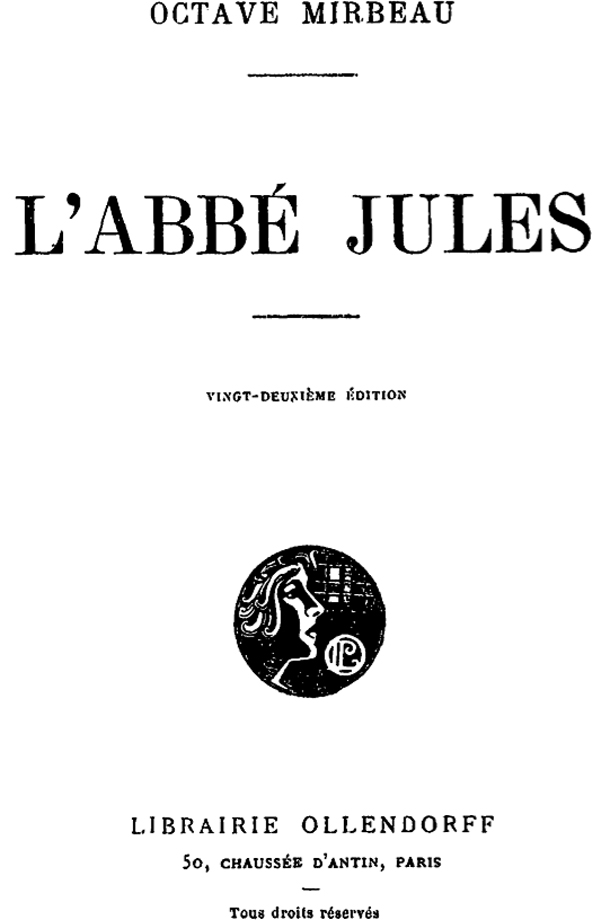
L’Abbé Jules, 1888

L’Abbé Jules ist ein Roman des französischen Autors Octave Mirbeau, der zunächst als Fortsetzungsroman in der satirischen Zeitschrift Gil Blas und als Buchausgabe direkt danach im Jahr 1888 in Paris bei Éditions Charpentier erschien (jüngste französische Neuausgabe, mit Vorwort von Pierre Michel: Éd. de l’Âge d'Homme, Lausanne 2010).
Auf Deutsch erschien der Roman mit dem Titel Der Abbé, autorisierte Übersetzung von Ludwig Wechsler, im Jahr 1903 im Wiener Verlag in Wien, später in gleicher Übersetzung 1925 im Verlag Martin Maschler sowie 1926 bei Paul Franke, beide in Berlin.

## Inhalt
Der Roman handelt von einem hysterischen Priester, der sich, zerrissen zwischen seinen „Forderungen“ nach Fleischeslust und seinem Streben nach dem Himmel, in ständiger Rebellion gegen die katholische Kirche befindet.

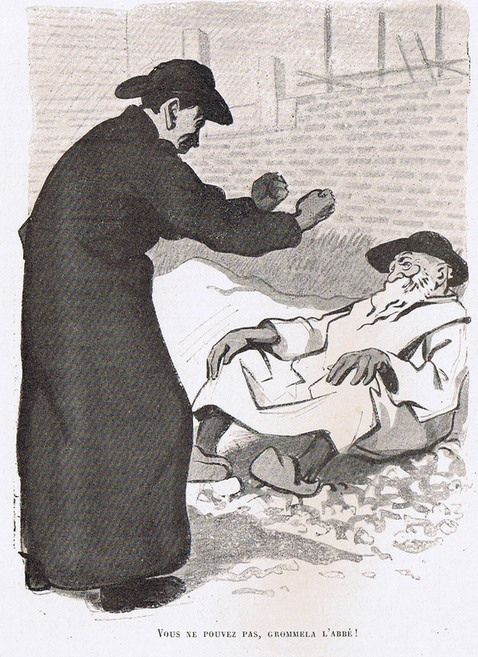
Hermann-Paul, Abbé Jules und Pamphile, 1904

Als Rahmen der Handlung wählte Mirbeau ein kleines Dorf in der normannischen Hügellandschaft Le Perche, einen Ort, der an Rémalard erinnert, wo er seine Jugend verbracht hatte: Jeder ist dort ständig den Blicken aller ausgesetzt und die Bedürfnisse des Körpers wie des Geistes werden unterdrückt.
Plötzlich kehrt der Priester (Abbé Jules), so der Beginn des Romans, nach jahrelanger Abwesenheit an diesen Ort seiner Kindheit zurück, was Skandal erregt. Die Geschichte seiner letzten Lebensjahre, die er dort verbringt, wird nicht kontinuierlich erzählt, sondern es werden zwei lange Rückblenden über sein bisheriges Leben eingeschoben, die eine ominöse Lücke von sechs Jahren enthalten. Diese Lücke – über die Zeit, die der Abbé in Paris verbracht hatte – gibt den Dorfbewohnern Rätsel auf, und auch der Leser erfährt nichts über sie, so dass auch seine Neugier bis zum Schluss unbefriedigt bleibt.
Den Schluss, in experimenteller Form eines posthumen Scherzes von Jules’ Seite, bildet die Eröffnung seines Testamentes: Darin vermacht er all seinen Grundbesitz und sein gesamtes Vermögen demjenigen Priester seiner Diözese, der als Erster seinen geistlichen Stand aufgibt! Darauf wird als abschließendes Autodafé „auf einem Scheiterhaufen“ sein immer wieder erwähnter mysteriöser Koffer verbrannt, wobei sich herausstellt, dass er mit pornographischen Schriften und obszönen bildlichen Darstellungen angefüllt war, und die sexuellen Frustrationen seines Besitzers als Symbol des unvollkommen verdrängten Unbewussten ans Licht kommen.

## Kommentar
Auch wenn sich der Autor bei der Gestaltung des faszinierenden Abbé Jules an seinen eigenen Onkel Louis-Amable Mirbeau, einen freigeistigen Priester erinnerte, der 1867 in den Armen seines Neffen starb, so hat er dieser Figur auch viele Züge von sich selbst verliehen – z. B. seine Temperamentsausbrüche und Zerrissenheiten, seine Leidenschaft für Bücher und Liebe zur Natur, seine sprunghaften Wechsel zwischen Euphorie und Depression, seine hemmungslose Ausdrucksweise, seine Lust an Täuschung und Irreführung oder sein Streben nach dem Absoluten. Außerdem hat Mirbeau seinem Abbé Jules eine Reihe von Ansichten in den Mund gelegt, die er auch selbst vertrat: seine tragische Auffassung der conditio humana und sein metaphysische Aufbegehren; sein naturverbundenes und rousseauistisches Moralsystem und seine freiheitliche Rebellion gegen alle unterdrückenden, verstümmelnden und verfremdenden Strukturen der Gesellschaft, nämlich Familie, Schule und Kirche. Dabei vermeidet es der Autor jedoch, seine Romanfigur zum reinen Sprachrohr seiner selbst zu machen: Er hebt all ihre Widersprüche und Unzulänglichkeiten sowie ihre verachtenswerten Taten (Diebstahl, Despotismus, Vergewaltigungsversuch) deutlich als solche hervor.

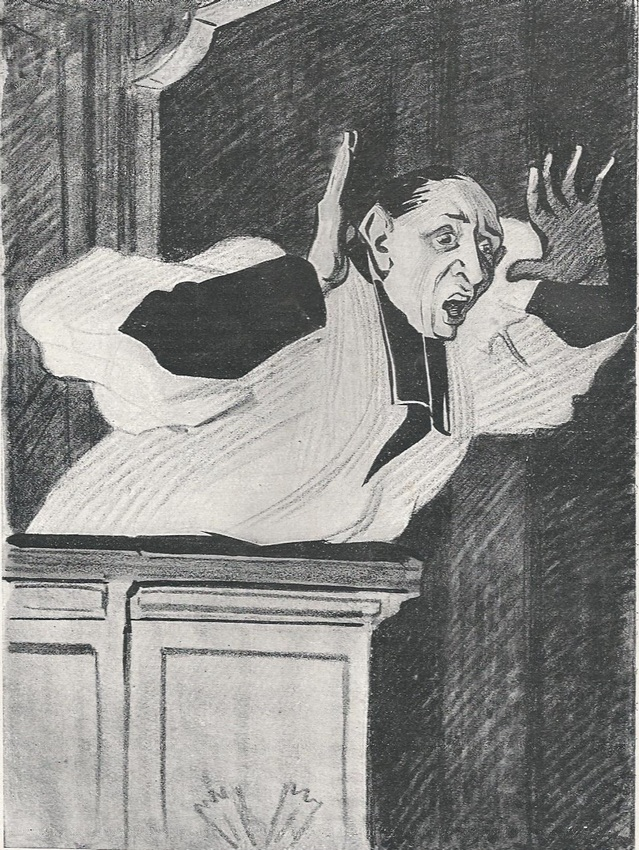
Hermann-Paul, Abbé Jules, 1904

Das Hervorheben der Themen Geld und sexuelle Frustration in Zusammenhang mit seinem Romanhelden könnte den Eindruck erwecken, Mirbeau hätte hier nur ein weiteres Werk der traditionellen Gattung des naturalistischen Sittenromans über das beliebte Thema des sündhaften Priester geliefert. In Wirklichkeit ist dieser Roman jedoch hauptsächlich von Dostojewski beeinflusst, auf dessen Bedeutung Octave Mirbeau in Frankreich als Erster aufmerksam machte. Dostojewski „offenbarte“ ihm durch den Roman Der Idiot die Funktion des Unbewussten, und so gestaltet Mirbeau seine Romanfigur des Abbé Jules erstmals mit den Mitteln der Tiefenpsychologie, wofür es in Frankreich bis dahin kein Beispiel gab.